# Afrodite cnidia

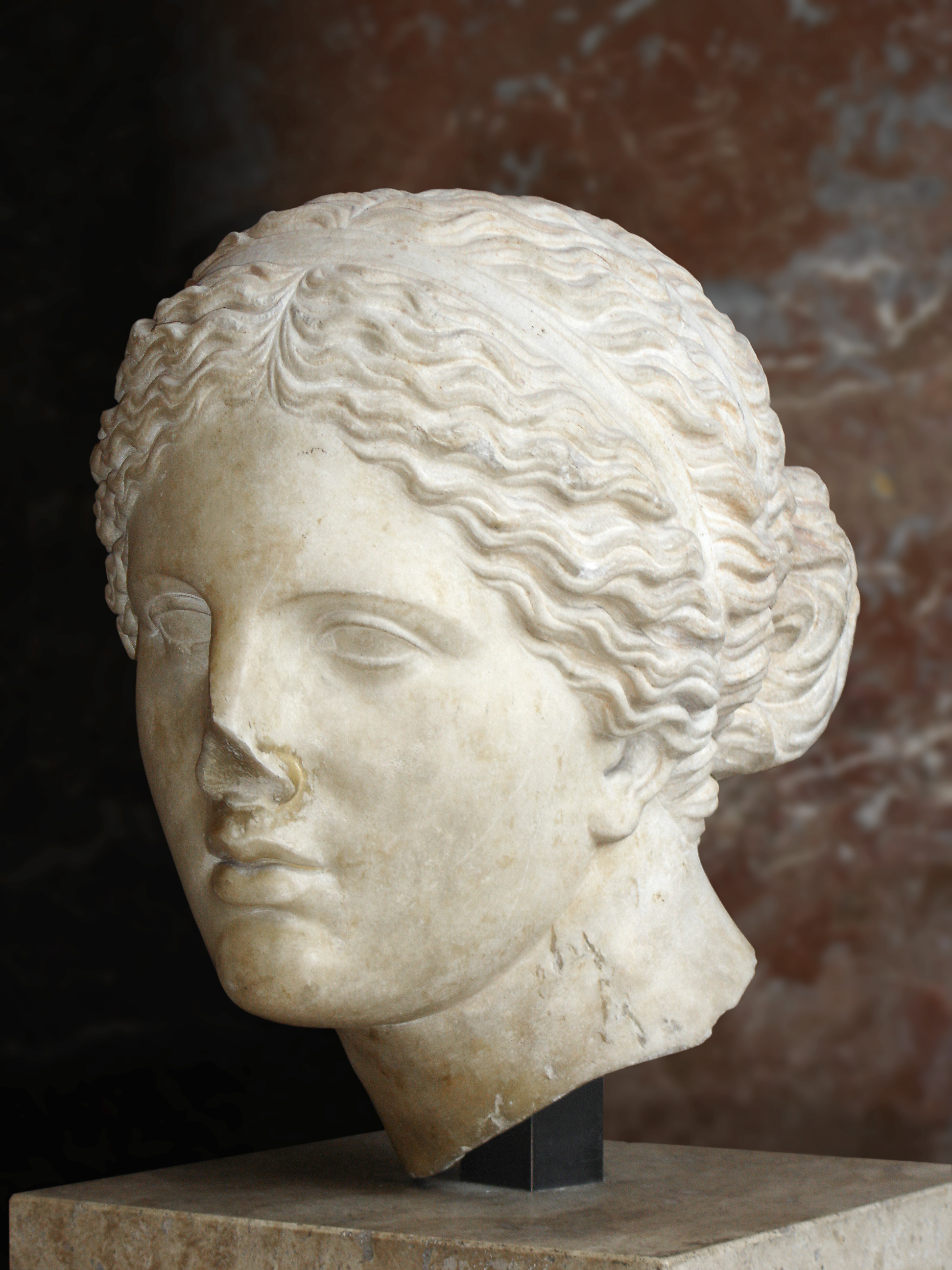
La testa Borghese al Louvre

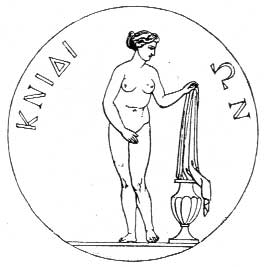
Riproduzione di un'antica moneta di Cnido con la Venere di Prassitele

L'Afrodite cnidia è una scultura marmorea di Prassitele, databile al 360 a.C. circa e oggi nota solo da copie di epoca romana, tra cui la migliore è considerata quella Colonna nel Museo Pio-Clementino. È il primo nudo femminile dell'arte greca.

## Storia
Detta "Cnidia" proprio perché furono gli abitanti di Cnido, in Asia Minore, ad acquistare la statua, per ornare il naos del piccolo tempio dedicato ad Afrodite Euplea (o euploia, ossia "della buona navigazione")
. L'edificio era dotato di due aperture lungo lo stesso asse, o forse in un tempietto monoptero. La statua suscitò molte leggende circa la sua bellezza che catturava lo spirito dell'osservatore: Plinio ad esempio raccontò di un nobile giovane che se ne era perdutamente innamorato. La statua era presente anche sulle monete di Cnido. 
Entrò all'inizio del V secolo nella collezione di opere d'arte pagane di Lauso, che la pose nel suo palazzo a Costantinopoli: l'incendio che bruciò il palazzo nel 475 distrusse anche l'originale di Prassitele. Altre repliche di qualità, spesso con varianti, sono la Farnese al Museo archeologico nazionale di Napoli, la Altemps a palazzo Altemps a Roma, la Ludovisi nei Musei capitolini, la Braschi alla Gliptoteca di Monaco di Baviera, quella del British Museum, un torso al Louvre. Si conoscono poi numerose teste (una nel Museo archeologico nazionale di Atene, due nel Louvre, una all'Antiquarium del Palatino, una nel Museo Chiaramonti).

## Descrizione e stile
La scultura rappresenta la dea Afrodite nuda che si appresta a fare (o subito dopo) un bagno rituale, col corpo definito armonioso. In un gesto di istintività e di noncurante pudicizia, come se fosse stata sorpresa in quella posa da un estraneo, la mano destra è portata a coprire il pube, mentre l'altra prende (o depone) la veste su di un'idria (ὑδρία) appoggiata a sua volta su una base. Veste e vaso fanno in realtà da supporto esterno alla statua, che può così sbilanciarsi leggermente in avanti e verso sinistra. In alcune versioni la mano destra regge un asciugamano che copre le gambe della dea. Lo sguardo è trasognato e si perde lontano.
Per la prima volta una dea viene rappresentata nuda ed in atteggiamenti intimi e personali. Proprio da questo tipo di comportamento e di situazione prende il nome di ripiegamento intimista la corrente che porta alcuni scultori, soprattutto Prassitele e Skopas a rappresentare divinità e figure mitologiche in atteggiamenti di svago.
La sua nudità è un elemento voluto di seduzione, accentuato dalla lucentezza delle superfici del marmo e dalle forme morbide e femminili del corpo che si muovono nello spazio disegnando un profilo sinuoso, a "S". Come le altre sculture di Prassitele, anche questa statua è fatta per essere vista preferibilmente in posizione frontale, l'unica che consenta di coglierne appieno la grazia.
Prassitele, secondo alcune testimonianze antiche, per la realizzazione della statua di Cnido usò come modella Frine, anche se altri autori antichi sostengono che la modella sarebbe stata un'altra etera amata da Prassitele, Cratine. Di qui alcuni autori ipotizzarono che Prassitele avesse tratto ispirazione dal volto di Cratine e dal corpo di Frine, ma sembra più probabile che Cratine sia semplicemente un'erronea trascrizione del nome Frine.
Il capolavoro di Prassitele ispirò in seguito parecchi altri scultori; tra gli altri l'autore della Venere di Milo.

Diverse testimonianze riportano che a volte una sorta di voyeurismo prese il posto della devozione religiosa. Di questo tipo di raffigurazione della dea si conservano nei musei oltre cinquanta copie.
(Plinio, Historia naturalis XXXVI, 4, 20. Traduzione di Antonio Corso, Rossana Mugellesi e Giampiero Rosati, in Gaio Plinio Secondo, Storia naturale, vol.V, Torino, Einaudi, 1998, pp. 545-7)

## Galleria d'immagini

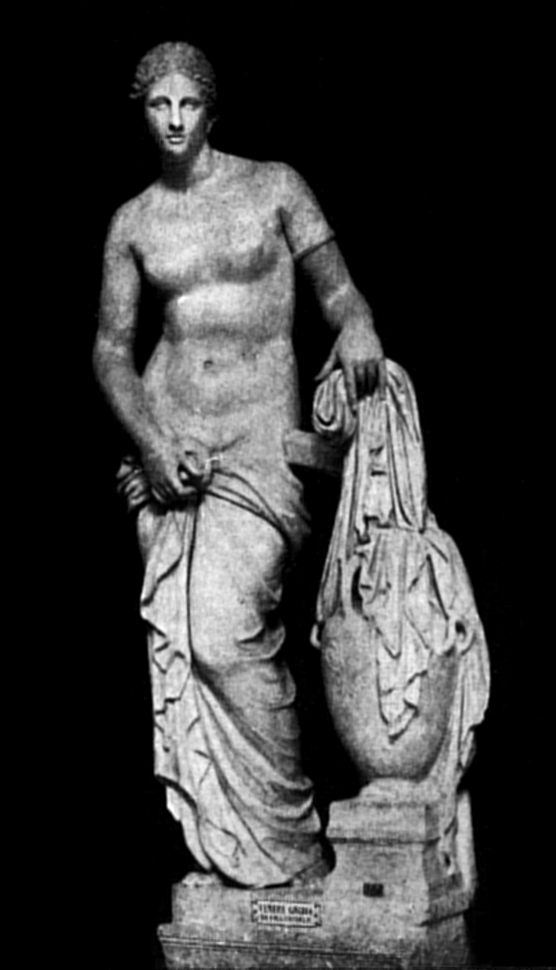
Versione Farnese di Napoli
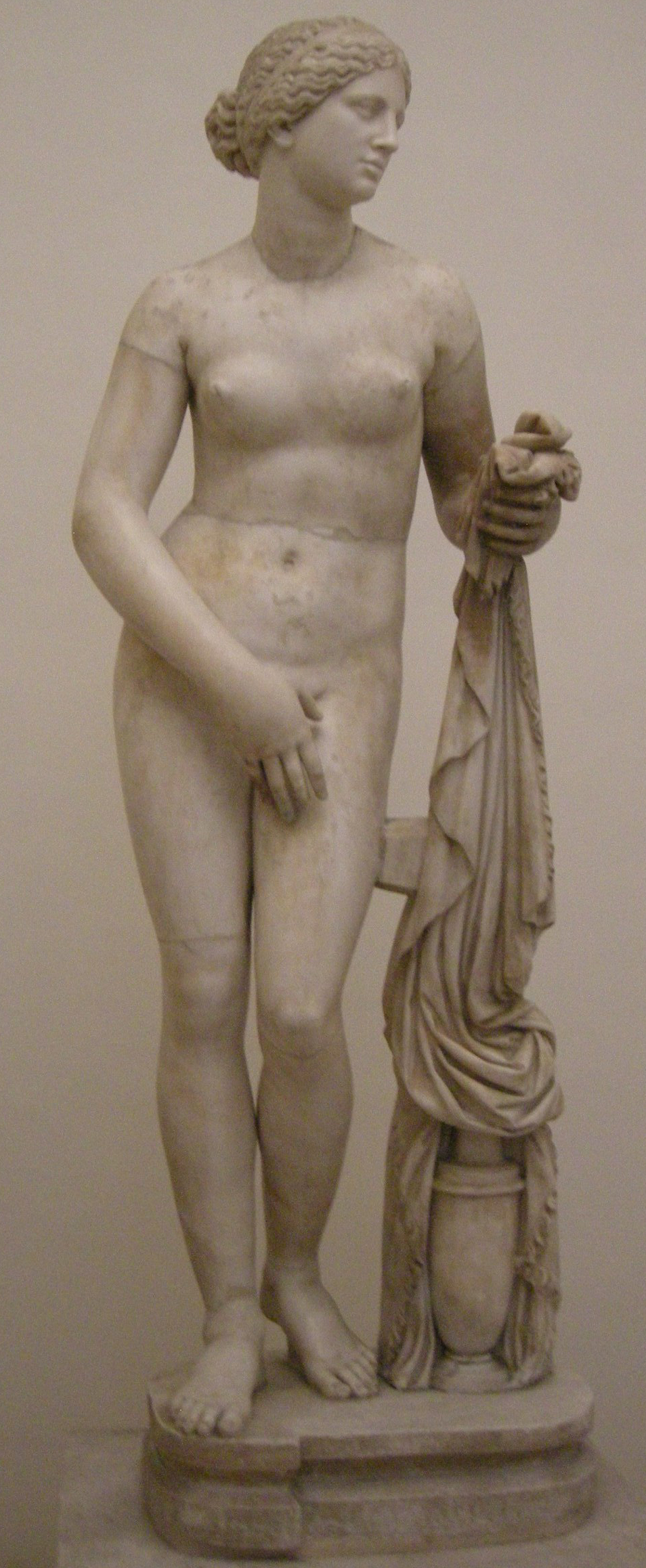
Versione Altemps di Roma
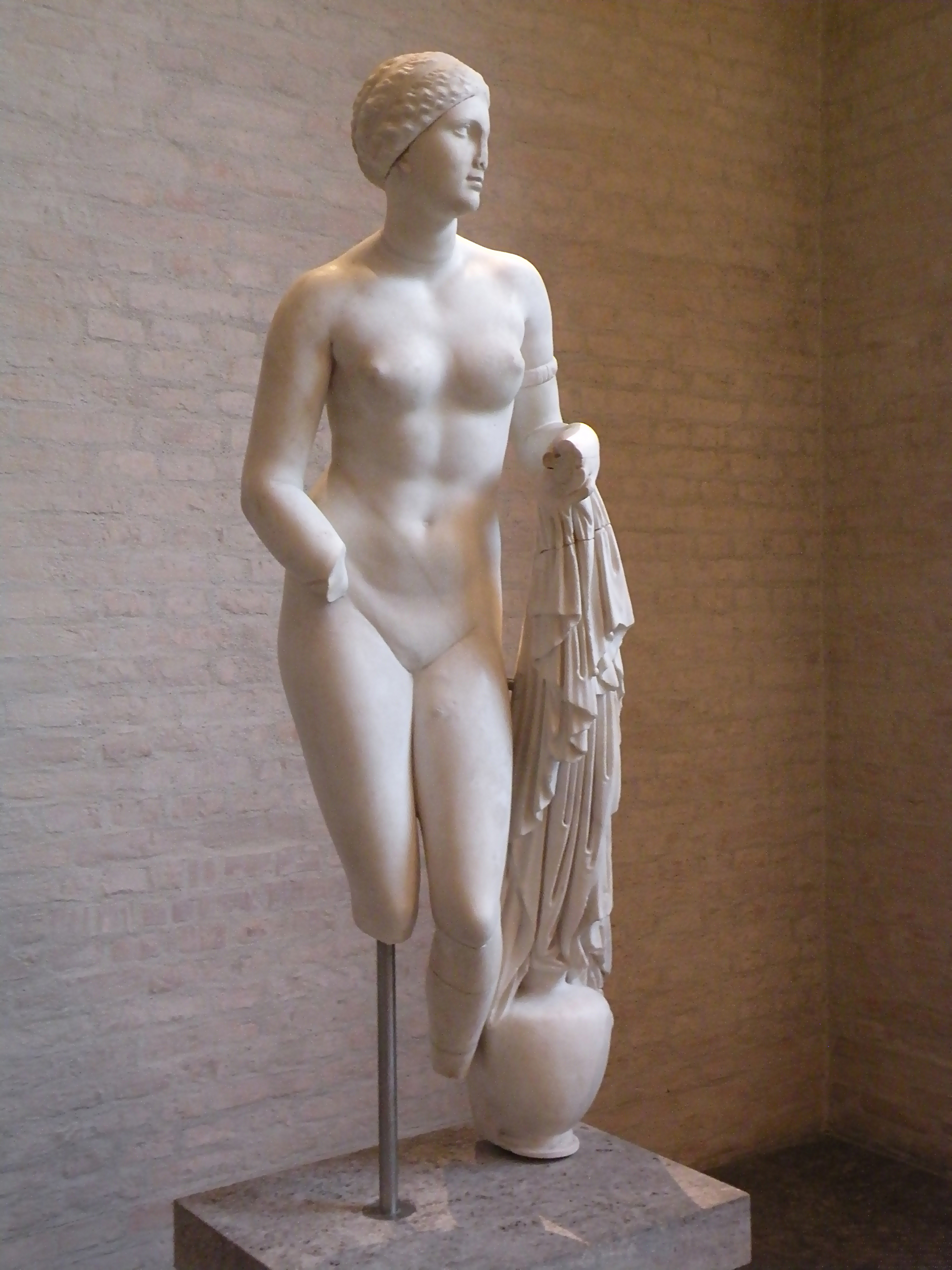
Versione Braschi di Monaco
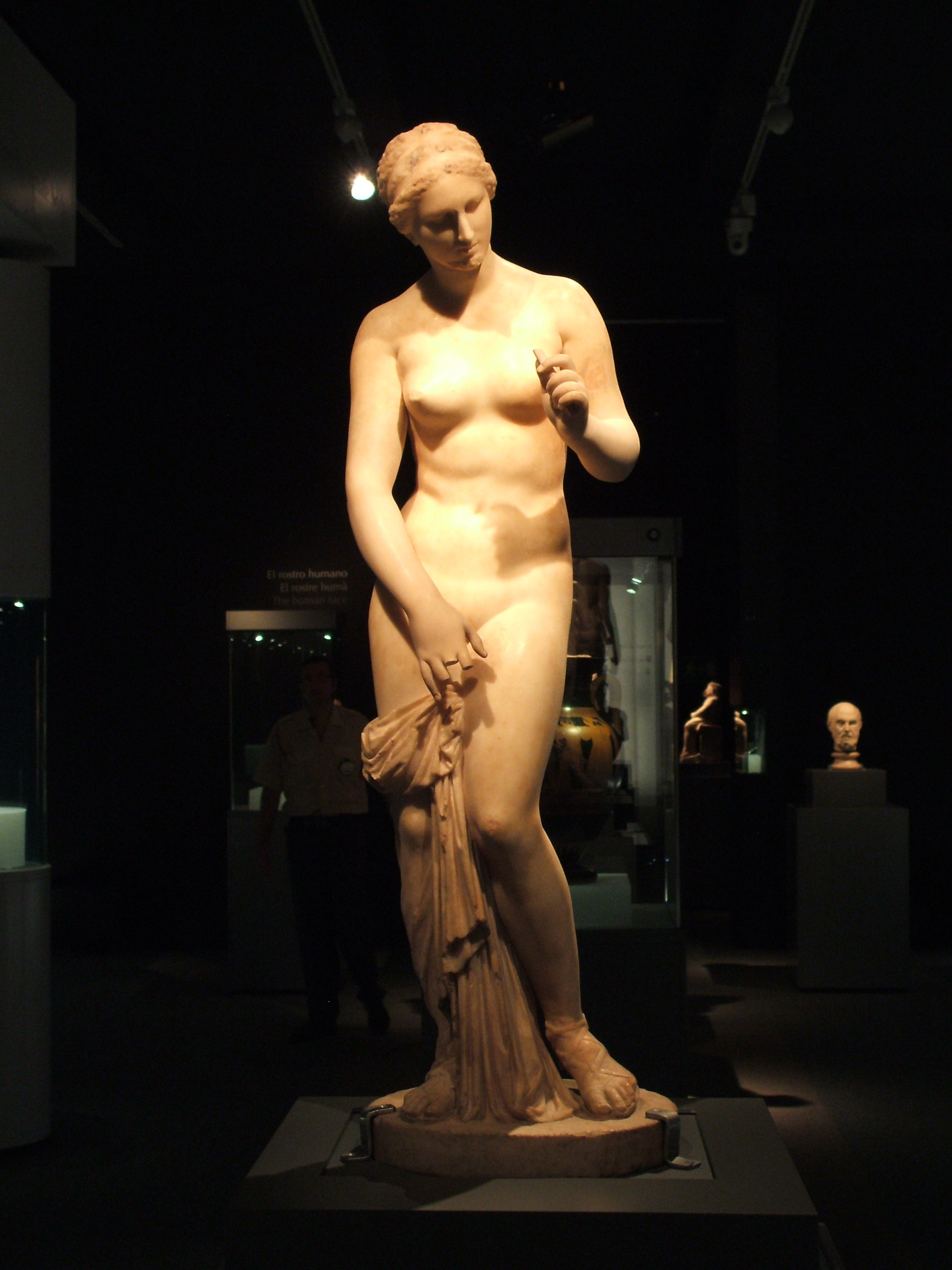
Versione del British Museum
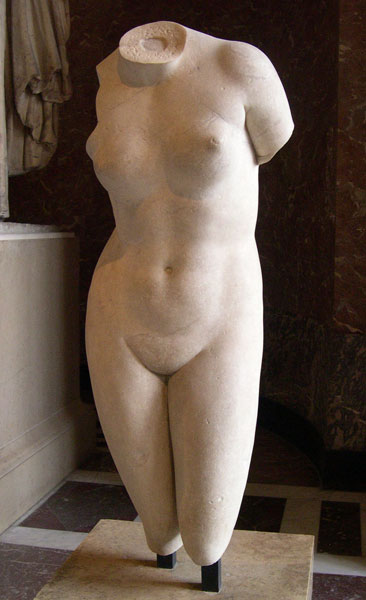
Torso del Louvre